# Manfred Günter Grünwald

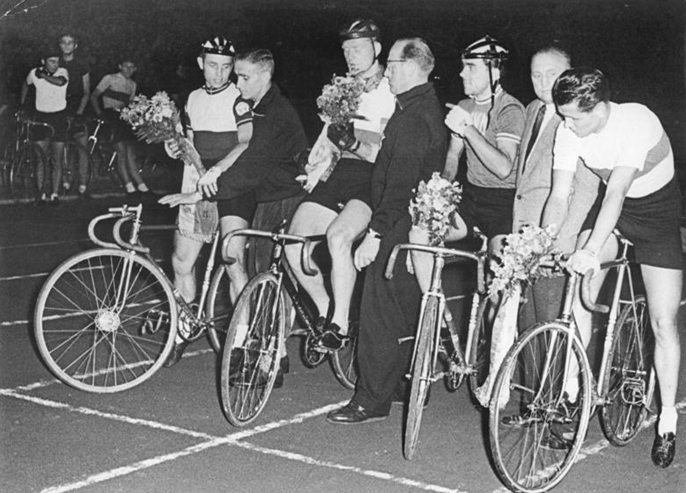
Günter s kolegy (Wustrow, Schur, Grünwald und Koleba)

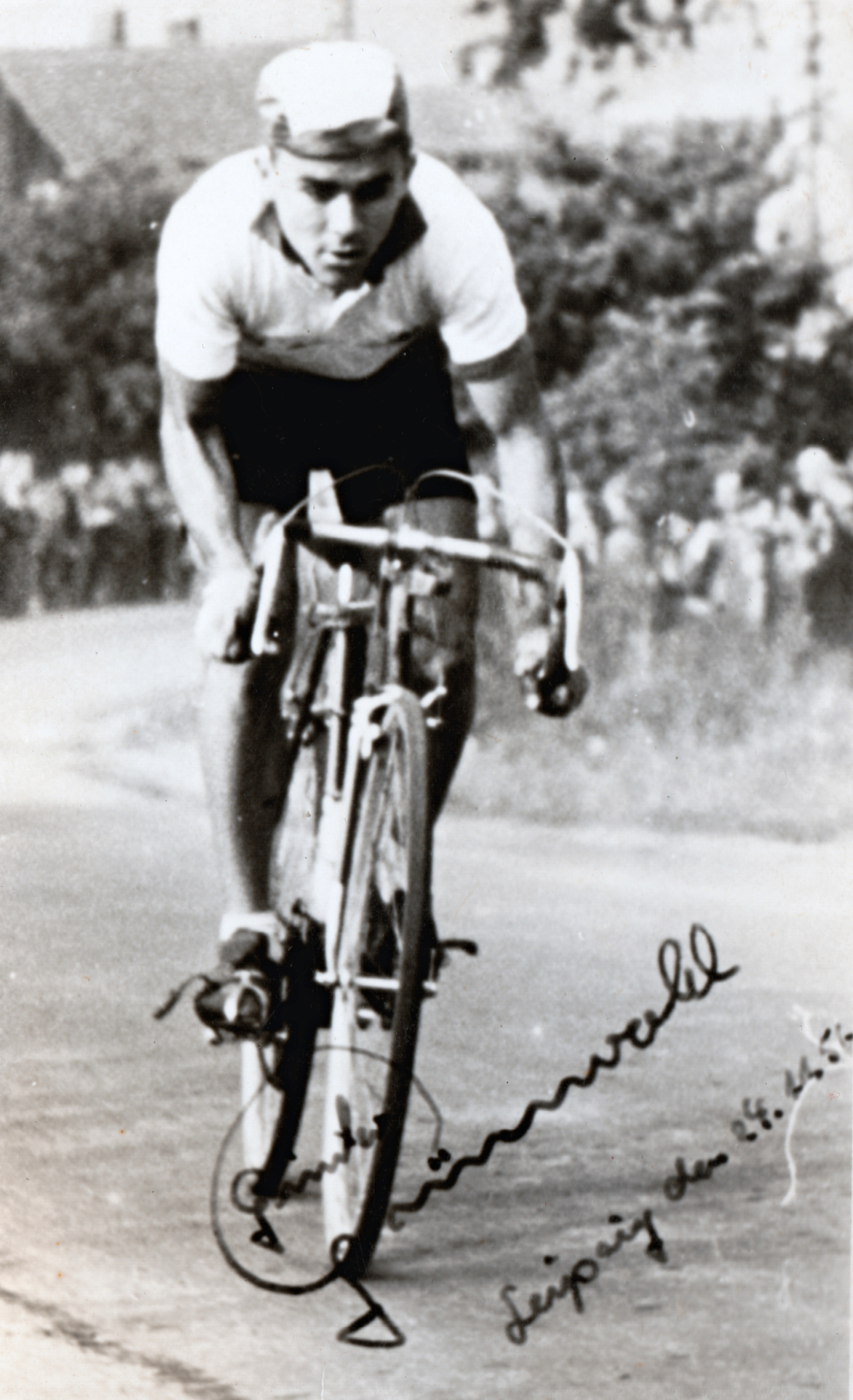

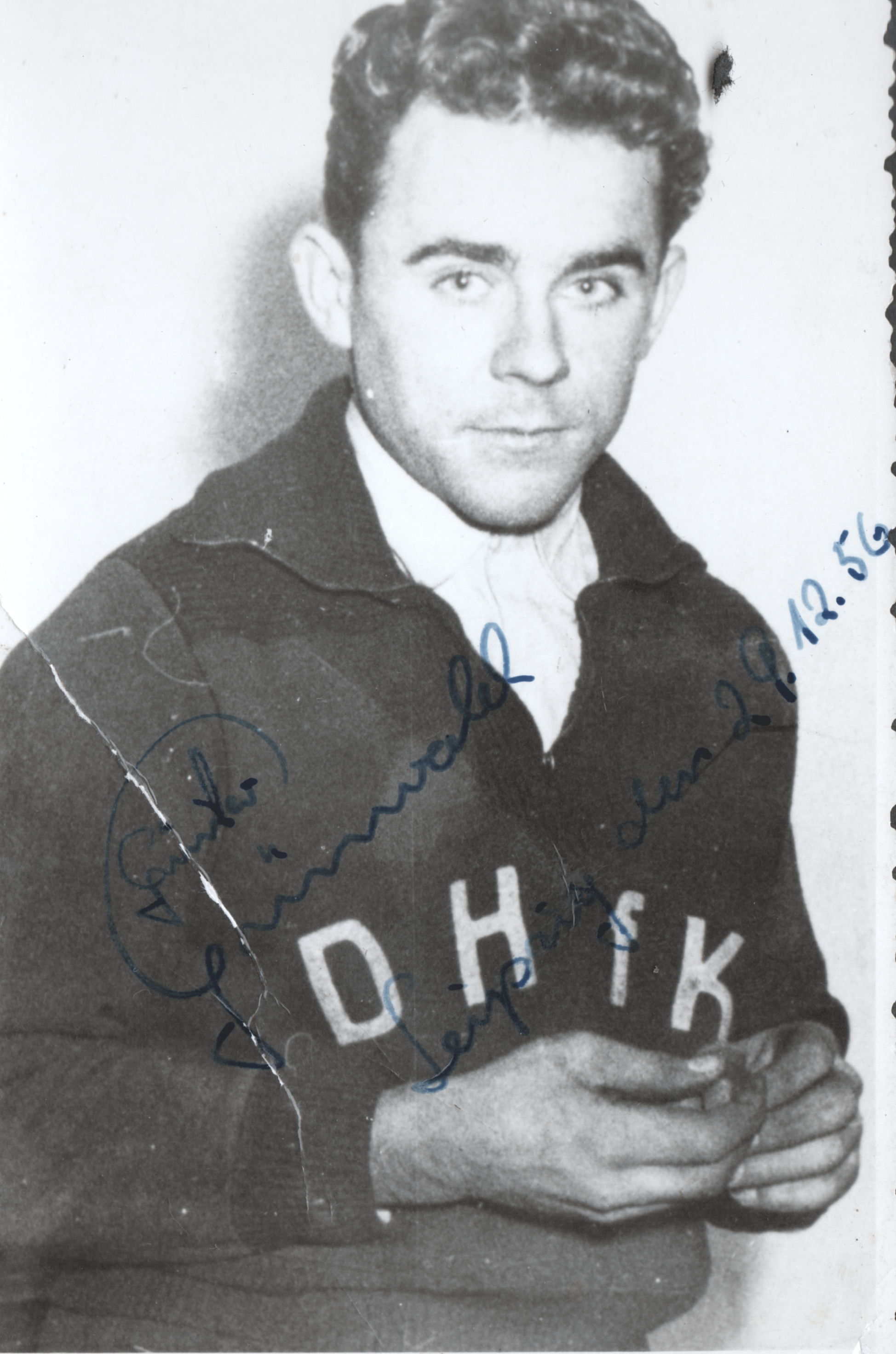

Manfred Günter Grünwald (15. srpna 1935 Lipsko-Lindenau – 1992 Ferch u Postupimi) byl východoněmecký cyklista a reprezentant.

## Život
Manfred Günter se stal reprezentantem NDR v cyklistice. Zúčastnil se několikrát i tehdy vysoce ceněného Závodu míru po boku Gustava-Adolfa Schura a dalších východoněmeckých cyklistů.
Emigrace na západ však jeho slibnou sportovní kariéru ukončila.[zdroj?] Přestože se po nějaké době vrátil zpět do NDR, návrat ke sportu mu již nebyl umožněn.[zdroj?]
Podle informací lipského Sportmusea zemřel Manfred Günter Grünwald asi v roce 1992. Žil poblíž obce Ferch u Postupimi.

## Úspěchy
- 1955 třetí místo v klasifikaci DDR Rundfahrt (NDR)
- 1956 první místo v 1. etapě Tour de Pologne, Krakov (POL)
- 1956 druhé místo ve 4. etapě Tour de Pologne, Żary (POL)
- 1957 druhé místo v 7. etapě Závodu míru, Berlín
- 1957 druhé místo v 10. etapě Závodu míru, Katovice

V 10. ročníku ZM (Praha – Berlín – Varšava) v roce 1957, který se jel ve dnech 2. až 15. května a jehož trasa měřila 2220 km, skončil M. G. Grünwald celkově na 8. místě se ztrátou 19,51 sekund za vítězným Nenčem Christovem z Bulharska.

### Družstvo NDR 1956
- 61 Helmut Stolper
- 62 Günter Grünwald
- 63 Dieter Lüder
- 64 Lothar Meister I
- 65 Lothar Meister II
- 66 Gustav-Adolf Schur

### Družstvo NDR 1957
- 79 Gustav-Adolf Schur
- 80 Lothar Meister II
- 81 Wolfgang Braune
- 82 Günter Grünwald
- 83 Roland Henning
- 84 Helmut Stolper

### Družstvo NDR 1958

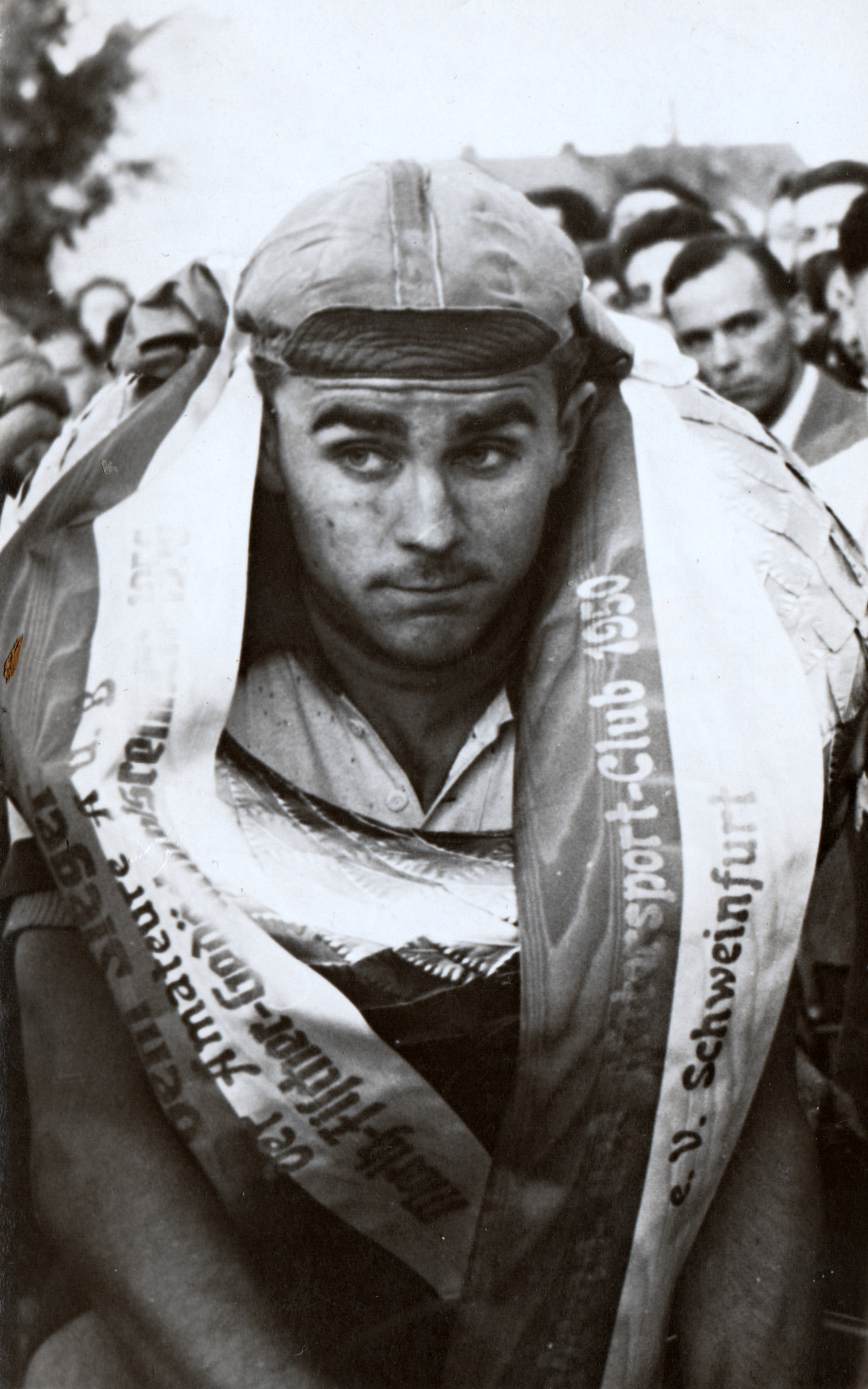

- 73 Egon Adler
- 74 Günter Grünwald
- 75 Erich Hagen
- 76 Roland Henning
- 77 Gustav-Adolf Schur
- 78 Rolf Töpfer